# Nuttalliella namaqua
Nuttalliella namaqua Bedford, 1831 è una zecca facente parte della famiglia delle Nuttalliellidae che può essere trovata in Africa meridionale, dalla Tanzania alla Namibia e alla Repubblica Sudafricana.
Si distingue dalle zecche delle famiglie Ixodidae e Argasidae per alcune caratteristiche morfologiche, tra cui la posizione delle stimmate, la mancanza di setole, un tegumento fortemente ondulato e la forma fenestrata delle piastre. Si tratta del clade più semplice tra le zecche.